# 277 Elvira
Elvira (asteroide 277) é um asteroide da cintura principal com um diâmetro de 27,19 quilómetros, a 2,635038 UA. Possui uma excentricidade de 0,0873359 e um período orbital de 1 791,88 dias (4,91 anos).
Elvira tem uma velocidade orbital média de 17,52890454 km/s e uma inclinação de 1,16195º.
Este asteroide foi descoberto em 3 de Maio de 1888 por Auguste Charlois.